# کسرا کیانی
کسرا کیانی (زاده ۱۳۴۹) صداپیشه و مدیر دوبلاژ ایرانی است. وی دارای مدرک تحصیلی کارشناسی در رشتهٔ تاریخ است. شروع فعالیت حرفه‌ای کیانی در عرصهٔ دوبلاژ از سال ۱۳۷۹ بوده‌است.

## صداپیشگی
| سال ساخت  | عنوان فیلم/ انیمیشن                                          | نقش                                                          | بازیگر          |
| --------- | ------------------------------------------------------------ | ------------------------------------------------------------ | --------------- |
| ۲۰۰۳      | لاک‌پشت‌های نینجا                                              | داناتلو در دوبله صداوسیما و رافائل در موسسه رسانه های تصویری | سام ریگل        |
| ۲۰۰۷      | مدار صفر درجه                                                | اشمیت مایر                                                   | گیولا مسترهایزی |
| ۲۰۱۲      | رزیدنت ایول: نفرین‌شدگی                                       | لیان اس. کندی                                                |                 |
| ۱۹۹۳–۱۹۹۸ | پزشک دهکده                                                   | جیک اسلیکر                                                   | جیم نوبلیک      |
| ۲۰۰۷–۲۰۱۱ | دوران کهن                                                    | استیون هارت                                                  | جیمز مورای      |
| ۲۰۰۷      | متشکرم                                                       | چوی سوک هیون                                                 | شین سونگ روک    |
| ۲۰۰۸–۲۰۱۲ | مرز جنون                                                     |                                                              |                 |
| ۲۰۰۸–۲۰۰۹ | جنایت سفید                                                   | لوکا لئونی                                                   | دانیله پچی      |
| ۱۹۹۸      | تاکدا شینگن                                                  | اوئه‌سوگی کنشین                                               | شیباتا کیوهی    |
| ۲۰۰۸–۲۰۰۹ | سرزمین بادها                                                 | شاهزاده هیمیانگ                                              | لی جونگ وون     |
| ۲۰۰۷–۲۰۰۸ | ایسان                                                        | پادشاه جئونگجو                                               | لی سو جین       |
| ۲۰۱۰      | تلقین                                                        | ایمز                                                         | تام هاردی       |
| ۲۰۱۰      | یوگی خرسه                                                    | رنجر اسمیت                                                   | تام کاوانا      |
| ۲۰۱۳      | ثور: دنیای تاریک                                             | لوکی                                                         | تام هیدلستون    |
| ۲۰۱۴      | نگهبانان کهکشان                                              | استار-لرد                                                    | کریس پرت        |
| ۲۰۱۷      | نگهبانان کهکشان بخش ۲                                        | استار-لرد                                                    | کریس پرت        |
| ۲۰۱۷      | ثور: رگناروک                                                 | لوکی                                                         | تام هیدلستون    |
| ۲۰۱۷–۲۰۲۱ | خانه کاغذی                                                   | برلین                                                        | پدرو آلنسو      |
| ۲۰۱۳–۲۰۲۲ | پیکی بلایندرز                                                | توماس (تامی) شلبی                                            | کیلین مورفی     |
| ۲۰۱۷–۲۰۱۹ | به من اعتماد کن                                              |                                                              |                 |
| ۲۰۲۱      | بازی مرکب                                                    |                                                              |                 |
| ۲۰۲۰–۲۰۲۱ | پرستاران                                                     |                                                              |                 |
| ۲۰۰۱–۲۰۱۱ | دوبله مجدد مجموعه‌فیلم هری‌پاتر                                |                                                              |                 |
| ۲۰۱۲      | امپراتوری چین ۲: اتحاد                                       | ژانگ یی                                                      | یو انتای        |
| ۲۰۱۰–۲۰۱۱ | امپراتور افسانه‌ها                                            | آجی‌کای                                                       | لی این          |
| ۲۰۱۸      | گناهکار                                                      | اسگر هولم                                                    | یاکوب سیدرگرین  |
| ۲۰۱۹      | هرکول جیبی نعیم                                              |                                                              |                 |
| ۲۰۱۴–۲۰۱۵ | مخمصه                                                        |                                                              |                 |
| ۲۰۲۱      | قضاوت                                                        |                                                              |                 |
| ۲۰۲۱      | یولی و تخت پادشاهی(Three Heroes and the Horse on the Throne) |                                                              |                 |
| ۲۰۲۱      | قتل‌های پمبروک‌شایر                                            |                                                              |                 |
| ۲۰۲۱      | لوپن                                                         |                                                              |                 |
| ۲۰۲۱      | طوفان جی                                                     |                                                              |                 |
| ۲۰۲۱      | مرد عنکبوتی: راهی به خانه نیست                               | پیتر پارکر                                                   | اندرو گارفیلد   |
| ۲۰۲۱      | لوکی                                                         | لوکی                                                         | تام هیدلستون    |
| ۲۰۲۲      | اتاق شنود                                                    |                                                              |                 |
| ۲۰۲۲      | گسلیت                                                        |                                                              |                 |
| ۲۰۲۳      | لاک‌پشت‌های نینجای جهش‌یافته نوجوان: آشوب جهش‌یافته              |                                                              |                 |
| ۲۰۲۳      | ساین: جاده بیابانی                                           |                                                              |                 |
| ۲۰۲۳      | اوپنهایمر دوبله مؤسسه قرن ۲۱                                 | رابرت اوپنهایمر                                              | کیلین مورفی     |
| ۲۰۲۳      | قاتلان ماه کامل                                              | تام وایت                                                     | جسی پلمونس      |
| ۲۰۲۳      | نگهبانان کهکشان بخش ۳                                        | استار-لرد                                                    | کریس پرت        |
| ۲۰۲۳      | مزرعه کوکو                                                   |                                                              |                 |
| ۲۰۲۳      | جان ویک: بخش ۴                                               | کِین                                                          | دانی ین         |
| ۲۰۲۳      | آدم‌کش                                                        | قاتل                                                         | مایکل فاسبندر   |